# 金融塔 (胡志明市)
Bitexco金融塔為越南胡志明市摩天大樓，為越南第四高的大廈（第一高是同在胡志明市的地标塔 81，有81層）。该塔由越南Bitexco集团投資，由法国AREP设计公司负责设计，前期筹备与设计进展多年，几经变更，总高近300米，包括68層，總面積10萬多平方米。投資金額1億2千萬美元。於2007年開始建設，並於2010年10月31日開放，金融塔有三層高的商場、影院、會議室等。

## 相關圖片

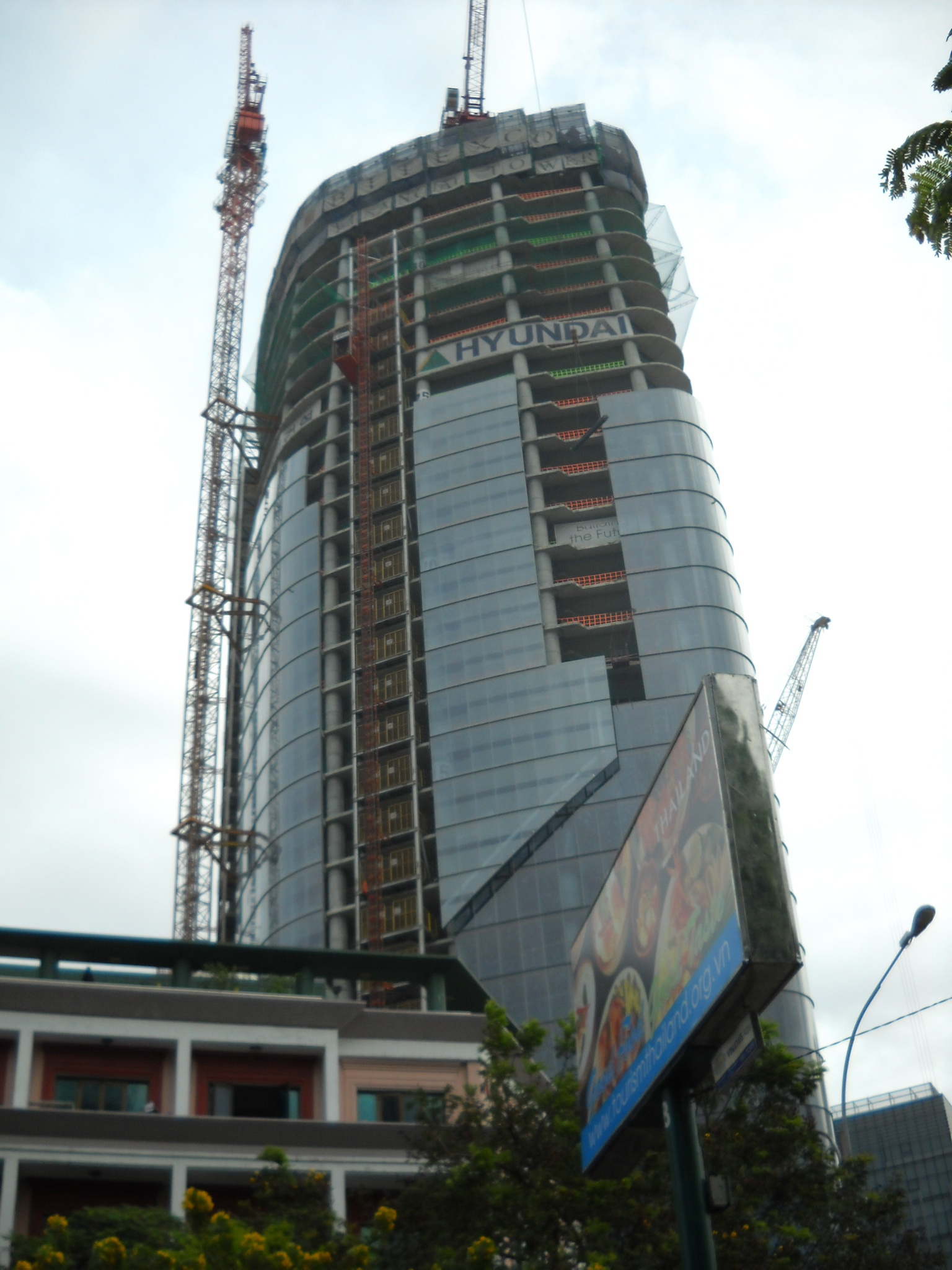
2009年11月23日
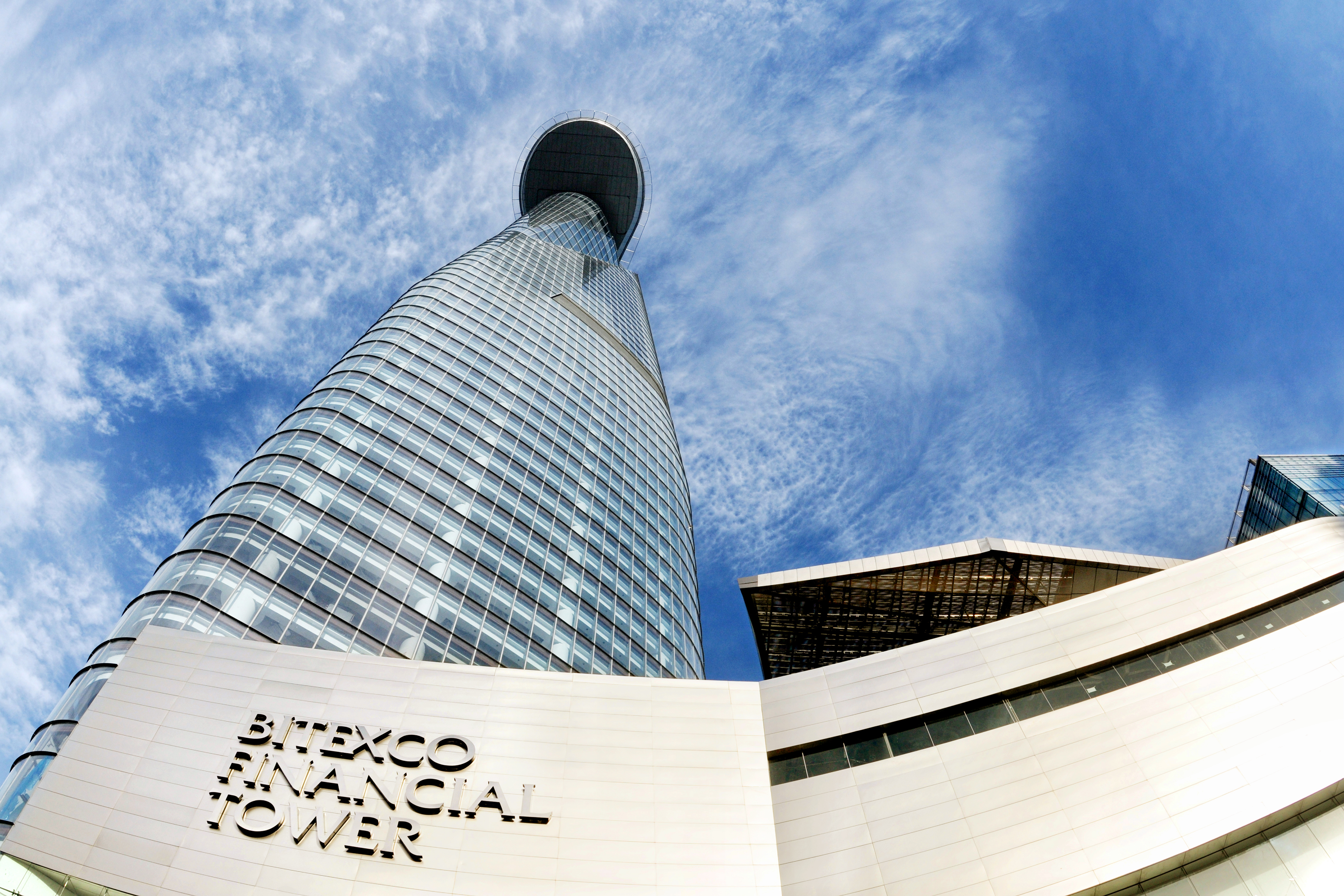
2010年
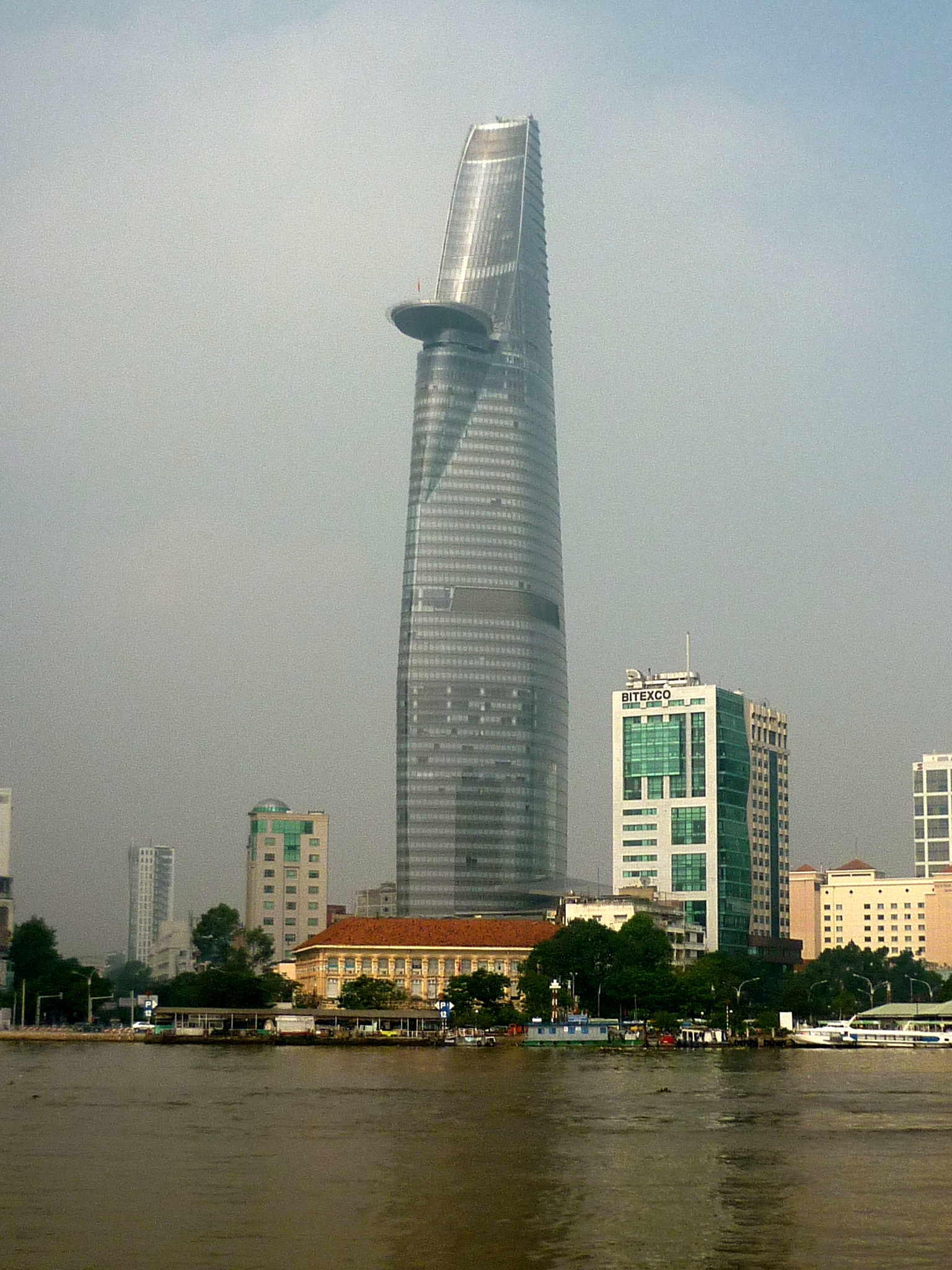
2011年